# Peroxyde de méthyléthylcétone
Le peroxyde de méthyléthylcétone, ou peroxyde d'éthylméthylcétone, est un peroxyde organique de formule brute C8H18O6, en équilibre avec le peroxyde d'hydrogène H2O2 et un dimère C8H16O4 présentant un hétérocycle central à deux atomes de carbone et quatre d'oxygène ; c'est cependant la forme non cyclique de la molécule qui semble prépondérante, et c'est cette représentation linéaire qui généralement reprise dans le commerce.
Il s'agit d'un liquide huileux incolore ayant une odeur légèrement âcre, pratiquement insoluble dans l'eau, inflammable car comburant autant que combustible et par conséquent explosif, semblable en cela au peroxyde d'acétone. Il est généralement commercialisé dans un solvant stabilisant destiné à en réduire la sensibilité au choc, tel que phtalate de diméthyle, le peroxyde de benzoyle ou encore le diisobutyrate de 2,2,4-triméthyl-1,3-pentanediol, à une concentration pondérale inférieure à 40 %.
Le peroxyde de méthyléthylcétone est utilisé dans l'industrie et par certains modélistes pour catalyser la réticulation des colles polyester utilisés dans les plastiques à renfort de verre et dans certains moulages. 
C'est un composé corrosif, très irritant pour la peau et susceptible de conduire à la cécité.

## Sécurité
Le peroxyde de méthyléthylcétone (PMEC) présente un potentiel de décomposition spontanée et explosive lorsqu'il est soumis à des stress thermiques ou mécaniques.
Certains facteurs, tels que les chocs, les impacts, les frottements et la présence d'impuretés comme des métaux lourds ou des accélérateurs, peuvent agir en tant que catalyseurs, accélérant ainsi le processus de décomposition. En conséquence, le PMEC est classé dans le cadre réglementaire des substances explosives.
Il est important de noter que le PMEC est sensible à la température et peut subir une décomposition exothermique. En l'absence de mécanismes de refroidissement efficaces, la température peut augmenter, accélérant ainsi la réaction de décomposition.
À des températures élevées, le PMEC peut subir une décomposition spontanée, entraînant des risques d'incendie. De plus, si cette décomposition se produit dans un espace confiné, le gaz résultant peut augmenter la pression, entraînant potentiellement des explosions dans des réacteurs, des cuves ou d'autres conteneurs.
En outre, les produits de décomposition volatils du PMEC peuvent contribuer à la formation d'explosions en phase vapeur. Afin d'assurer un stockage sûr, il est essentiel de limiter la température maximale de stockage à moins de 30 °C.